# Laemophloeus tricostata
Laemophloeus tricostata là một loài bọ cánh cứng trong họ Laemophloeidae. Loài này được Montrouzier miêu tả khoa học năm 1861.